# Zawodzie (gmina Jabłonka)
Zawodzie – osada w Polsce położona w województwie małopolskim, w powiecie nowotarskim, w gminie Jabłonka.
W latach 1975−1998 miejscowość administracyjnie należała do województwa nowosądeckiego.